# Ла-Навідад
19°41′26″ пн. ш. 72°00′57″ зх. д. / 19.690555555556° пн. ш. 72.015833333333° зх. д.
Ла-Навідад (ісп. La Navidad, дослівно — Різдво Христове) — перше європейське поселення, засноване в Новому світі після відкриття Америки Колумбом. Збудоване на острові Еспаньйола через кораблетрощу одного з кораблів Колумба, в рік заснування поселення було знищене тубільцями і більше не відбудовувалось.

## Історія

Христофор Колумб

Поселення було засноване на острові Еспаньйола (сучасне Гаїті) Христофором Колумбом після того, як 25 грудня 1492 року його флагманський корабель, карака «Santa Maria» зазнала кораблетрощі і сіла неподалік на мілину. З деревини з корпусу корабля було збудовано поселення для 25—30 членів екіпажу, які мали шукати на острові золото. Поселення отримало свою назву через те, що було закладене на Різдво. У січні 1493 р. ескадра Колумба відпливла  з поселення назад до Іспанії.
При поверненні під час другої подорожі, 27 листопада 1493 року Колумб віднайшов тіла вбитих поселенців і зруйноване поселення, яке вирішили не відбудовувати.
Другим поселенням, що заснував Колумб в Америці, стала Ла-Ізабела.